# Ščedryk
Ščedryk je jedna z nejznámějších ukrajinských koled v úpravě Mykoly Leontovyče, známá po celém světě též v anglickém překladu pod názvem „Carol of the Bells“.

## Dějiny vzniku
Celkem je známo pět úprav této písně, první z roku 1901, poslední z roku 1919.
Poprvé byla píseň v úpravě Leontovyče nazpívaná sborem Kyjevské univerzity a uvedená na scénu v roce 1916 v Kyjevě. Tato píseň okamžitě přinesla Leontovyčovi velký úspěch a popularitu v hudebních kruzích i u široké veřejnosti.
V roce 1922 „Ščedryk“ zazněl v newyorské Carnegie Hall v podání Ukrajinského národního sboru Oleksandra Košyce.
V roce 1936 pracovník rádia NBC, Peter Wilhousky (původem Rusín) napsal anglickou verzi této písně. Píseň je v angloamerické kultuře známá jako „Carols of the Bells“.

## Hudba
Základní hudební téma si Leontovyč vypůjčil z jedné z ukrajinských lidových písní, (tzv. „štědrovky“, které vedle koled jsou zpívané v období Vánoc). Leontovyčova verze v sobě spojuje principy folklorní a klasické polyfonie, díky čemuž dosahuje výjimečně harmonického zvuku a intenzivního napětí.
(Noty v pdf formátu)

## Slova

### Originál
Щедрик, щедрик, щедрівочка,

Прилетіла ластівочка,

Стала собі щебетати,

Господаря викликати:

«Вийди, вийди, господарю,

Подивися на кошару, -

Там овечки покотились,

А ягнички народились.

В тебе товар весь хороший,

Будеш мати мірку грошей,

Хоч не гроші, то полова,

В тебе жінка чорноброва.»

Щедрик, щедрик, щедрівочка,

Прилетіла ластівочка.

### Anglický text
Hark how the bells,

sweet silver bells,

all seem to say,

throw cares away

Christmas is here,

bringing good cheer,

to young and old,

meek and the bold,

Ding dong ding dong

that is their song

with joyful ring

all caroling

One seems to hear

words of good cheer

from everywhere

filling the air

Oh how they pound,

raising the sound,

o'er hill and dale,

telling their tale,

Gaily they ring

while people sing

songs of good cheer,

Christmas is here,

Merry, merry, merry, merry Christmas,

Merry, merry, merry, merry Christmas,

On on they send,

on without end,

their joyful tone

to every home

Ding dong ding… dong!

## Využití v angloamerické populární kultuře
Hudba písně Carols of the Bells stala se leitmotivem četných reklam, je typicku vánoční znělkou řady amerických rozhlasových stanic. Její parodické verze zazněly v animovaných seriálech South Park a Family Guy. S touto koledou se rovněž můžeme setkat ve filmu Sám doma.